# Faro de Delimara
El faro de Delimara es un faro situado en la península de Delimara en la bahía de Marsaxlokk en la isla de Malta (República de Malta) en el mar Mediterráneo.

## Historia
El faro, construido en 1990 junto al antiguo faro, al que reemplazó. La torre rectangular grande y más moderna de dos pisos cuenta con ventanas de visualización. También está equipado con radares y antena de telecomunicaciones.

## Descripción
El faro es una torre cuadrangular de mampostería de 18 m de altura que remata un edificio técnico de una sola planta. Emite, a una altura focal de 35 m dos destellos blancos cada 12 segundos. Su alcance es de 18 millas náuticas (unos 33 km).

## Galería de imágenes

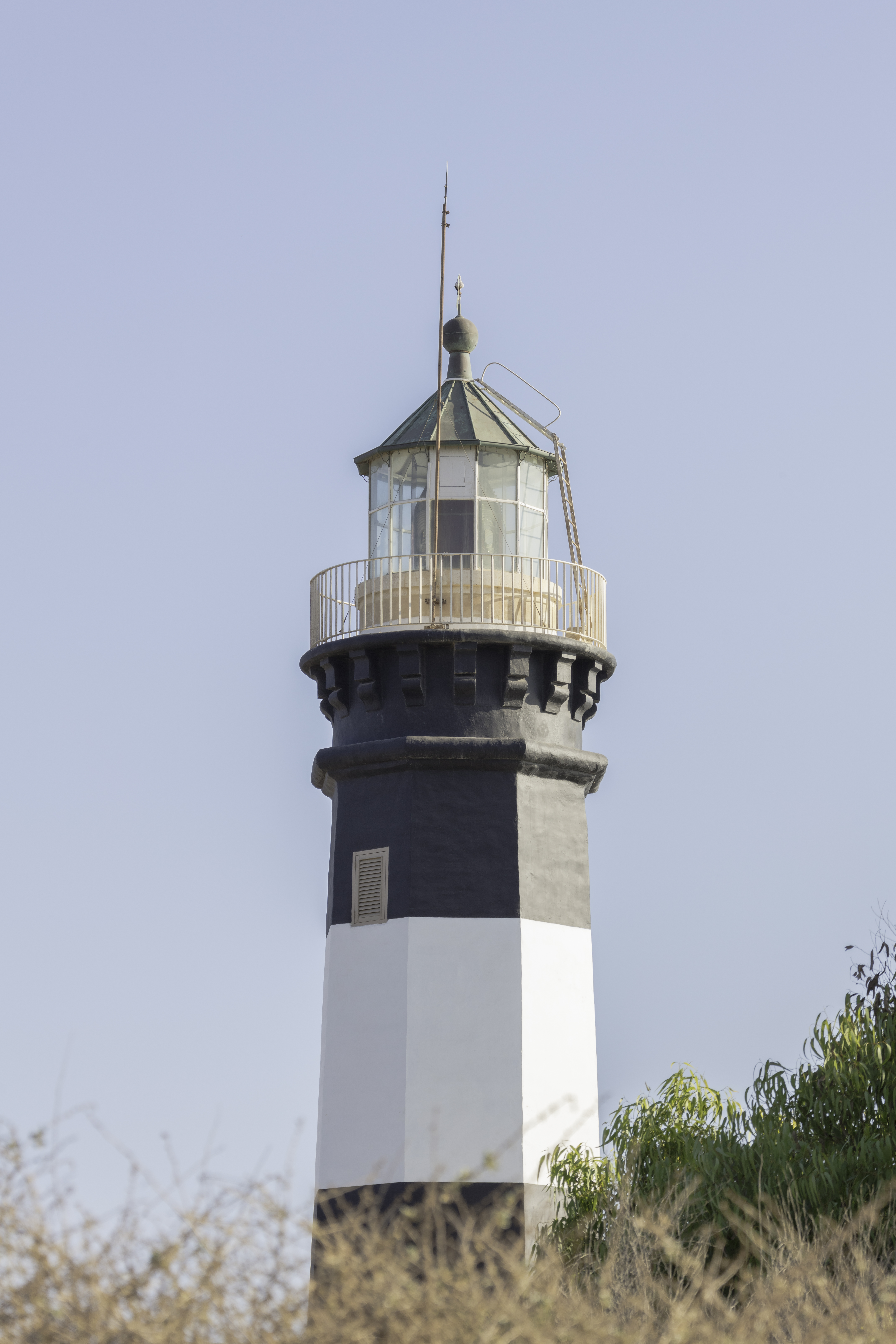
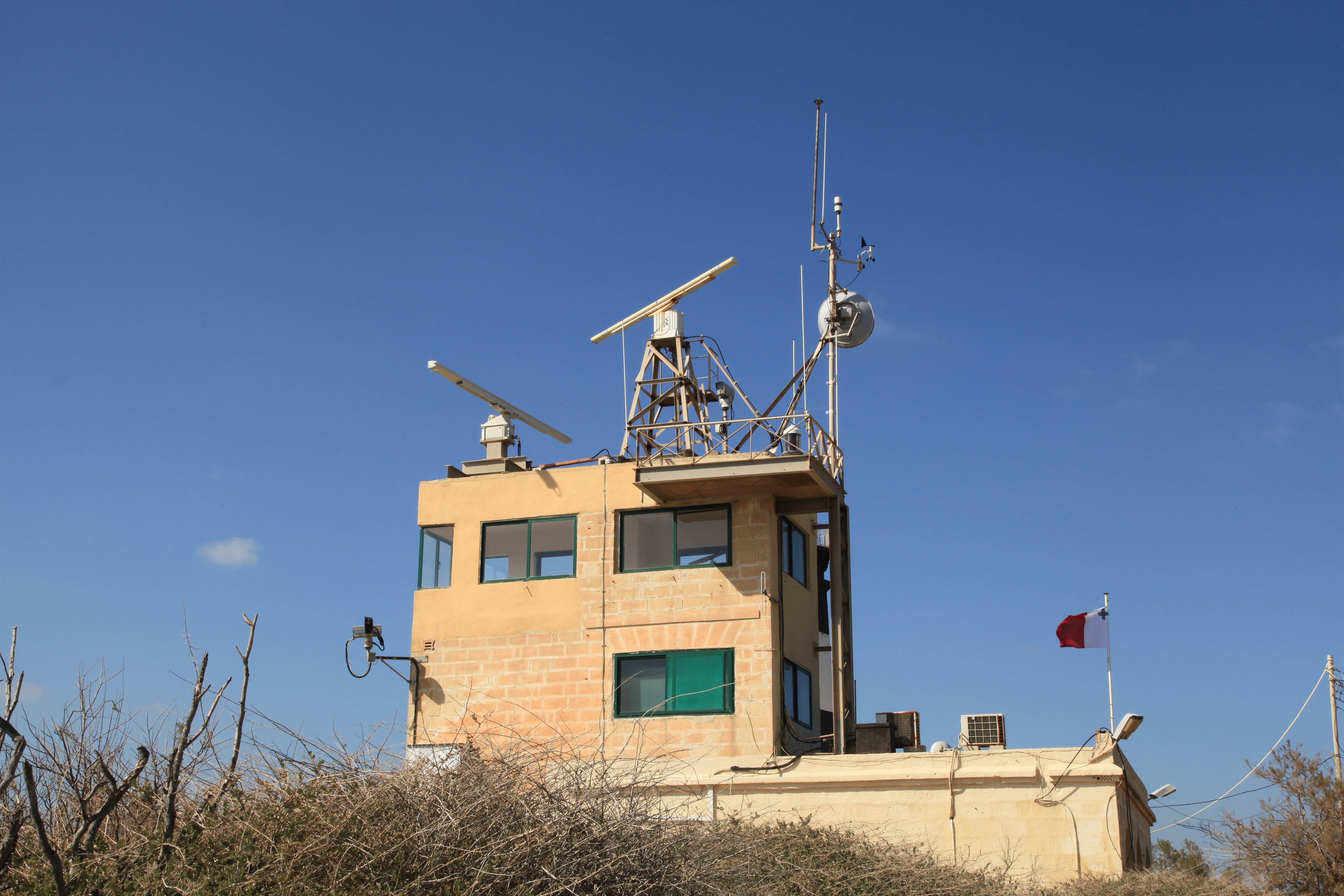
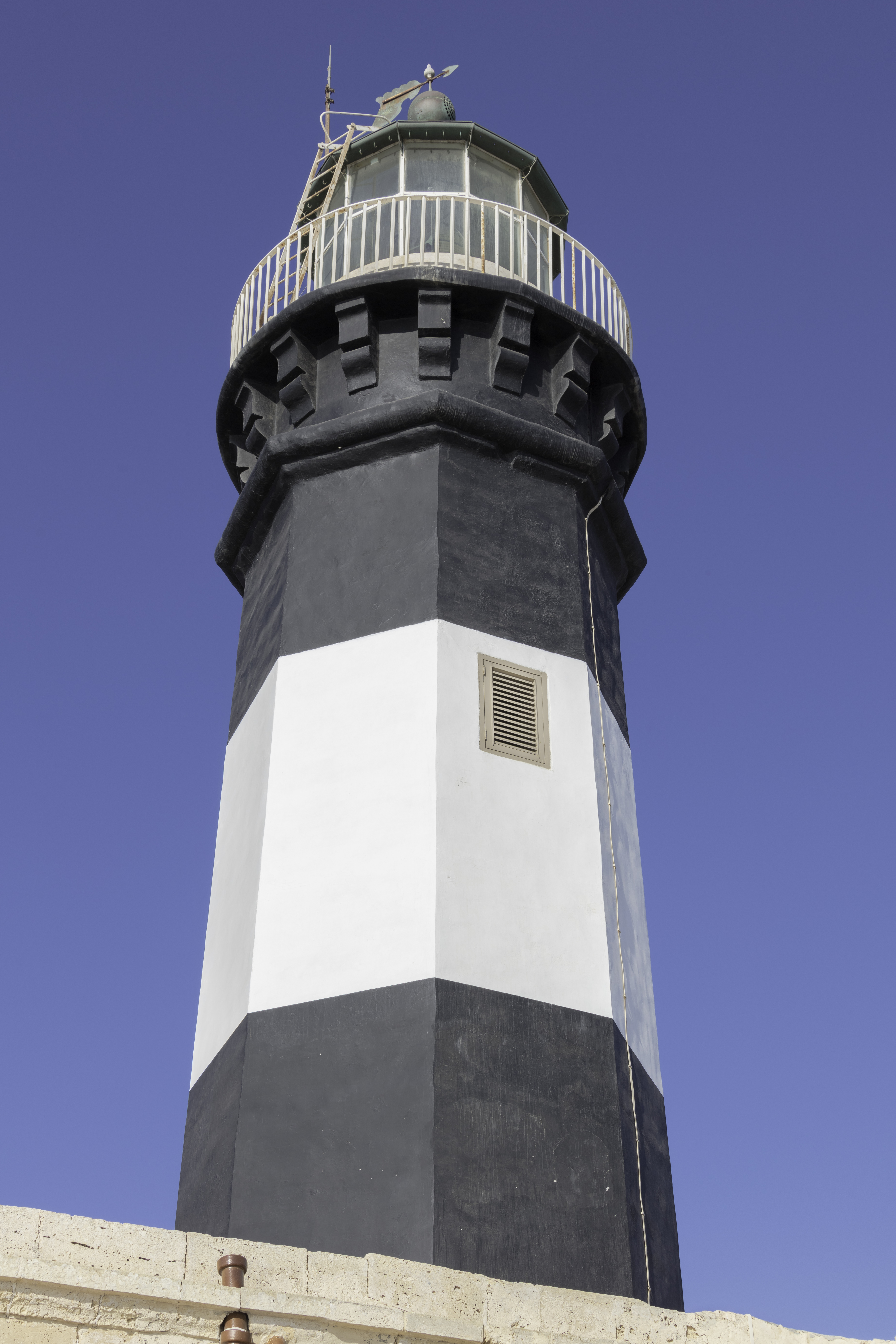